# Papiro 68
O Papiro 68 ({\displaystyle {\mathfrak {P}}}68) é um antigo papiro do Novo Testamento que contém fragmentos do capítulo quatro da Primeira Epístola aos Coríntios (4:12-17; 4:19-5:3).